# 保利尼奧 (1992年)
若昂·保罗·迪亚斯·费尔南德斯（葡萄牙語：João Paulo Dias Fernandes；1992年11月9日—），通称保利尼奧（葡萄牙語：Paulinho），葡萄牙職業足球員，司職翼鋒，現效力於墨西哥足球超級聯賽球會托卢卡。葡萄牙國家足球隊成員。

## 俱樂部生涯
1992年出生的保利尼奧的職業生涯出道於圣玛利亚梯隊，效力過泰羅芬斯、吉爾維森特等球隊。2017年7月，他被傳統豪門布拉加簽入，此時的他已經25歲。
2017/18賽季，在布拉加，保利尼奧首賽季即在30場聯賽中打進13球3次助攻。18/19賽季，保利尼奧只在聯賽中打進5球3助攻，但是他在杯賽中的進球，他還是奉獻了各項賽事11球6助攻的數據。
布拉加在19/20賽季的葡萄牙聯賽杯決賽中擊敗了波爾圖，拿到了杯賽冠軍。這也是保利尼奧所拿到的首個俱樂部賽事錦標。
2021年2月2日，體育CP在冬窗從布拉加簽下前鋒保利尼奧，轉會費1600萬歐元。據《世界體育報》報道，創造了俱樂部的歷史紀錄。

## 外部連結
- 保利尼奧於ForaDeJogo的個人資料
- National team data （页面存档备份，存于） （葡萄牙語）
- 保利尼奧在 National-Football-Teams.com 上的出场纪录